# William Sadler (actor)
William Thomas Sadler (Buffalo, Nueva York, 13 de abril de 1950) es un actor estadounidense de cine y televisión. Entre los papeles de importancia que interpretó se encuentran Lewis Burwell "Chesty" Puller en The Pacific, Luther Sloan en Star Trek Deep Space Nine, Heywood en The Shawshank Redemption y el sheriff Jim Valenti en Roswell. Interpretó al granjero Klaus Detterick, padre de las niñas por las que condenaron a John Coffey en la película Milagros inesperados, basada en la novela homónima de Stephen King. Más recientemente, ha trabajado en la película La niebla como Jim, un mecánico atrapado en un supermercado, y en Iron Man 3 como el presidente Matthew Ellis.

## Filmografía
| Año  | Título                             | Papel                                  | Notas                     |
| ---- | ---------------------------------- | -------------------------------------- | ------------------------- |
| 1982 | Hanky Panky                        | Recepcionista del hotel                |                           |
| 1986 | Off Beat                           | Dickson                                |                           |
| 1987 | Project X                          | Dr. Carroll                            |                           |
| 1989 | K-9                                | Don, vendedor de coches                |                           |
| 1990 | Hard to Kill                       | Senador Vernon Trent                   |                           |
| 1990 | Die Hard 2                         | Coronel Stuart                         |                           |
| 1990 | The Hot Spot                       | Frank Sutton                           |                           |
| 1991 | Bill & Ted's Bogus Journey         | La muerte/Miembro de familia inglesa   |                           |
| 1991 | Rush                               | Monroe                                 |                           |
| 1992 | Trespass                           | Don Perry                              |                           |
| 1993 | Freaked                            | Dick Brian                             |                           |
| 1994 | The Shawshank Redemption           | Heywood                                |                           |
| 1995 | Tales from the Crypt: Demon Knight | Brayker                                |                           |
| 1996 | Bordello of Blood                  | La momia                               |                           |
| 1996 | Solo                               | Coronel Frank Madden/Solo mejorado     |                           |
| 1997 | RocketMan                          | Wild Bill' Overbeck                    |                           |
| 1998 | Ambushed                           | Jim Natter                             |                           |
| 1998 | Disturbing Behavior                | Dorian Newberry                        |                           |
| 1998 | Reach the Rock                     | Quinn                                  |                           |
| 1999 | Stealth Fighter                    | Almirante Frank Peterson               |                           |
| 1999 | The Green Mile                     | Klaus Detterick                        |                           |
| 2001 | Skippy                             | Ringo                                  |                           |
| 2002 | Another Life                       | Hombre                                 | Cortometraje              |
| 2003 | The Battle of Shaker Heights       | Abraham 'Abe' Ernswiler                |                           |
| 2004 | Kinsey                             | Kenneth Braun                          |                           |
| 2005 | Purple Heart                       | Coronel Allen                          |                           |
| 2005 | Devour                             | Ivan Reisz                             |                           |
| 2005 | Confess                            | Roger Lampert                          |                           |
| 2006 | Unspoken                           | Papá                                   |                           |
| 2006 | Jimmy and Judy                     | Tío Rodney                             |                           |
| 2006 | Premium                            | Cole Carter                            |                           |
| 2006 | The Wine Bar                       | Barman                                 | Cortometraje              |
| 2007 | A New Wave                         | Mr. Dewitt                             |                           |
| 2007 | August Rush                        | Thomas Novacek                         |                           |
| 2007 | The Mist                           | Jim Grondin                            |                           |
| 2008 | La conspiración del pánico         | William Shaw                           |                           |
| 2008 | The Good Student                   | Honest Phil Palmer                     |                           |
| 2009 | Stream                             | Dr. Shelby                             | Cortometraje              |
| 2009 | Shadowheart                        | Thomas Conners                         | Directo a vídeo           |
| 2009 | The Hills Run Red                  | Wilson Wyler Concannon                 |                           |
| 2009 | Last Day of Summer                 | Mr. Crolick                            |                           |
| 2009 | Beyond All Boundaries              | Teniente coronel Lewis "Chesty" Puller | Papel de voz Cortometraje |
| 2009 | Red & Blue Marbles                 | John                                   |                           |
| 2010 | Melvin Smarty                      | Bob                                    |                           |
| 2011 | Silent But Deadly                  | John Capper                            |                           |
| 2012 | Al borde del abismo                | Frank Cassidy y Valet                  |                           |
| 2012 | Greetings from Tim Buckley         | Lee Underwood                          |                           |
| 2013 | Iron Man 3                         | Presidente Matthew Ellis               |                           |
| 2013 | Machete Kills                      | Sheriff Doakes                         |                           |
| 2019 | Emboscada final                    | Henry Barrow                           |                           |
| 2020 | Bill & Ted Face the Music          | La muerte                              |                           |

| Año        | Título                                           | Papel                                                | Notas                                                                         |
| ---------- | ------------------------------------------------ | ---------------------------------------------------- | ----------------------------------------------------------------------------- |
| 1977       | The CBS Festival of Lively Arts for Young People |                                                      | Episodio: "Henry Winkler Meets William Shakespeare"                           |
| 1978       | The Great Wallendas                              | Dieter Schmidt                                       | Telefilm                                                                      |
| 1981       | Charlie and the Great Balloon Chase              | Joey                                                 | Telefilm                                                                      |
| 1981       | Nurse                                            | Dr. George Bradford                                  | Episodio: "Margin for Error"                                                  |
| 1982       | The Neighborhood                                 |                                                      | Telefilm                                                                      |
| 1983       | Newhart                                          | Guest                                                | Episodio: "Lady & the Tramps"                                                 |
| 1985       | Assaulted Nuts                                   | Varios                                               |                                                                               |
| 1986       | The Equalizer                                    | Rick Dillon/Kevin Moore                              | Episodio: "Shades of Darkness"                                                |
| 1987       | Private Eye                                      | Charlie Fontana                                      | Telefilm/piloto                                                               |
| 1987       | Tour of Duty                                     | Mayor Rigby                                          | Episodio: "Dislocations"                                                      |
| 1987–88    | Private Eye                                      | Teniente Charlie Fontana                             | 7 episodios                                                                   |
| 1988       | In the Heat of the Night                         | Ritchie Epman                                        | Episodio: "Blind Spot" 1 & 2                                                  |
| 1988       | St. Elsewhere                                    |                                                      | Episodio: "The Abby Singer Show"                                              |
| 1988       | Cadets                                           | Coronel Tom Sturdivant                               |                                                                               |
| 1988       | Dear John                                        | Ben                                                  | Episodio: "The Younger Girl"                                                  |
| 1989       | Roseanne                                         | Dwight                                               | Episodios: "Dan's Birthday Bash & "Saturday"                                  |
| 1989       | Hooperman                                        | Lanny Hardin                                         | Episodio: "Look Homeward, Dirtbag"                                            |
| 1989       | Unconquered                                      |                                                      | Telefilm                                                                      |
| 1989       | Murphy Brown                                     | Colonel Fitzpatrick                                  | Episodio: "Off the Job Experience"                                            |
| 1989       | Hard Time on Planet Earth                        | Agente Rollman                                       | Episodio: "The Way Home"                                                      |
| 1989       | Gideon Oliver                                    | Franklin Finney                                      | Episodio: "By the Waters of Babylon"                                          |
| 1989 1994  | Tales from the Crypt                             | Niles Talbot La muerte                               | Episodio: "The Man Who Was Death" Episodio: "The Assassin"                    |
| 1990       | The Face of Fear                                 | Anthony Prine                                        | Telefilm                                                                      |
| 1991       | Two-Fisted Tales                                 | Mr. Rush (Presentador)                               | Piloto televisivo                                                             |
| 1991       | The Last to Go                                   | Treat                                                | Telefilm                                                                      |
| 1991       | Tagget                                           | Yuri Chelenkoff                                      | Telefilm                                                                      |
| 1993       | Night Driving                                    | Eddy                                                 | Cortometraje para televisión                                                  |
| 1993       | Jack Reed: Badge of Honor                        | Anatole                                              | Telefilm                                                                      |
| 1994       | Bermuda Grace                                    | Sam Grace                                            | Telefilm                                                                      |
| 1994       | Roadracers                                       | Sarge                                                | Telefilm                                                                      |
| 1995       | The Omen                                         | Dr. Linus                                            | Piloto televisivo                                                             |
| 1995       | The Outer Limits                                 | Frank Hellner                                        | Episodio: "Valerie 23"                                                        |
| 1996       | Poltergeist: The Legacy                          | Shamus Bloom                                         | Episodio: "The Fifth Sepulcher"                                               |
| 1998–99    | Star Trek: Deep Space Nine                       | Luther Sloan                                         | Episodios: "Inquisition", "Inter Arma Enim Silent Leges" & "Extreme Measures" |
| 1999       | Witness Protection                               | Sharp                                                | Telefilm                                                                      |
| 1999–2002  | Roswell                                          | Sheriff Jim Valenti                                  | 58 episodios                                                                  |
| 2003       | Ed                                               | Lee Leetch                                           | Episodio: "The Case"                                                          |
| 2003       | Law & Order: Criminal Intent                     | Kyle Devlin                                          | Episodio: "Graansha"                                                          |
| 2003       | Project Greenlight                               | Himself                                              | 2ª temporada; episodios desconocidos                                          |
| 2004       | Wonderfalls                                      | Darrin Tyler                                         | Thirteen episodes                                                             |
| 2004       | JAG                                              | Saul Wainwright                                      | Episodio: "Retrial"                                                           |
| 2005       | Third Watch                                      | Scotty Murray                                        | Episodio: "Forever Blue"                                                      |
| 2005       | Tru Calling                                      | Travis                                               | Episode: "Enough"                                                             |
| 2005       | Law & Order: Trial by Jury                       | Paul Rice                                            | Episodio: "Blue Wall"                                                         |
| 2005       | Law & Order                                      | Kevin Drucker                                        | Episodio: "Life Line"                                                         |
| 2006       | CSI: Crime Scene Investigation                   | Karl Cooper                                          | Episodio: "Killer"                                                            |
| 2006       | The Path to 9/11                                 | Neil Herman                                          | Miniserie                                                                     |
| 2007       | Numb3rs                                          | J. Everett Tuttle                                    | Episodio: "Democracy"                                                         |
| 2007       | The Black Donnellys                              | Munst                                                | Episodio: "All of Us Are in the Gutter"                                       |
| 2007       | Jesse Stone: Sea Change                          | Gino Fish                                            | Telefilm                                                                      |
| 2007       | Traveler                                         | Carlton Fog                                          | 7 episodios                                                                   |
| 2008       | Medium                                           | John Edgemont                                        | Episodio: "Girls Ain't Nothing But Trouble"                                   |
| 2008, 2011 | Fringe                                           | Doctor Sumner                                        | Episodios: "The Equation", "Alone in the World"                               |
| 2009       | Jesse Stone: Thin Ice                            | Gino Fish                                            | Telefilm                                                                      |
| 2009       | Jesse Stone: No Remorse                          | Gino Fish                                            | Telefilm                                                                      |
| 2009       | Criminal Minds                                   | Ray Finnegan                                         | Episodio: "Reckoner"                                                          |
| 2010       | The Pacific                                      | Teniente coronel Lewis "Chesty" Burwell Puller, USMC | Miniserie                                                                     |
| 2010, 2013 | Hawaii Five-0                                    | John McGarrett                                       | Episodio piloto (2010) & "Hookman" (2013)                                     |
| 2011       | Jesse Stone: Innocents Lost                      | Gino Fish                                            | Telefilm                                                                      |
| 2012       | Jesse Stone: Benefit of the Doubt                | Gino Fish                                            | Telefilm                                                                      |
| 2013       | 666 Park Avenue                                  | Nate McKenny                                         | Episodios: "The Elysian Fields", "Lazarus"                                    |
| 2013       | Homeland                                         | Michael Higgins                                      | Episodio: "The Yoga Play"                                                     |
| 2013       | The Blacklist                                    | Sam                                                  | Episodio: "General Ludd (No. 109)"                                            |
| 2014       | The Flash                                        | Simon Stagg                                          | 1 episodio                                                                    |
| 2015       | Agents of S.H.I.E.L.D.                           | Presidente Matthew Ellis                             | Episodio: "Laws of Nature"                                                    |